# Europaspiele 2015/Teilnehmer (Dänemark)
| Gelbes Symbol für Goldmedaillen mit stilisierten Olympischen Ringen | Graues Symbol für Silbermedaillen mit stilisierten Olympischen Ringen | Braundes Symbol für Bronzemedaillen mit stilisierten Olympischen Ringen |
| ------------------------------------------------------------------- | --------------------------------------------------------------------- | ----------------------------------------------------------------------- |
| 4                                                                   | 3                                                                     | 5                                                                       |

Dänemark nahm in Baku an den Europaspielen 2015 teil. Vom Danmarks Idrætsforbund wurden 65 Athleten in 16 Sportarten nominiert.

## Badminton
| Athleten                     | Wettbewerb | Gruppenphase                                | Gruppenphase         | Gruppenphase | Gruppenphase | Achtelfinale      | Achtelfinale | Viertelfinale                         | Viertelfinale       | Halbfinale                               | Halbfinale          | Finale                               | Finale             | Rang   |
| Athleten                     | Wettbewerb | Gegner                                      | Ergebnis             | Punkte       | Rang         | Gegner            | Ergebnis     | Gegner                                | Ergebnis            | Gegner                                   | Ergebnis            | Gegner                               | Ergebnis           | Rang   |
| ---------------------------- | ---------- | ------------------------------------------- | -------------------- | ------------ | ------------ | ----------------- | ------------ | ------------------------------------- | ------------------- | ---------------------------------------- | ------------------- | ------------------------------------ | ------------------ | ------ |
| Frauen                       |            |                                             |                      |              |              |                   |              |                                       |                     |                                          |                     |                                      |                    |        |
| Line Kjærsfeldt              | Einzel     | Milica Simić                                | 21:7, 21:10          | 6            | 1            | Jeanine Cicognini | 21:10, 25:23 | Anna Thea Madsen                      | 21:9, 21:14         | Petja Nedeltschewa                       | 21:18, 21:14        | Lianne Tan                           | 18:21, 21:19, 21:9 | Gold   |
| Line Kjærsfeldt              | Einzel     | Clara Azurmendi                             | 21:6, 21:12          | 6            | 1            | Jeanine Cicognini | 21:10, 25:23 | Anna Thea Madsen                      | 21:9, 21:14         | Petja Nedeltschewa                       | 21:18, 21:14        | Lianne Tan                           | 18:21, 21:19, 21:9 | Gold   |
| Line Kjærsfeldt              | Einzel     | Sónia Gonçalves                             | 21:7, 21:13          | 6            | 1            | Jeanine Cicognini | 21:10, 25:23 | Anna Thea Madsen                      | 21:9, 21:14         | Petja Nedeltschewa                       | 21:18, 21:14        | Lianne Tan                           | 18:21, 21:19, 21:9 | Gold   |
| Anna Thea Madsen             | Einzel     | Airi Mikkelä                                | 21:15, 21:15         | 6            | 1            | Mariya Ulitina    | 21:11, 21:19 | Line Kjærsfeldt                       | 9:21, 14:21         | –                                        | –                   | –                                    | –                  |        |
| Anna Thea Madsen             | Einzel     | Sara Högnadóttir                            | 21:9, 21:8           | 6            | 1            | Mariya Ulitina    | 21:11, 21:19 | Line Kjærsfeldt                       | 9:21, 14:21         | –                                        | –                   | –                                    | –                  |        |
| Anna Thea Madsen             | Einzel     | Fiorella Marie Sadowski                     | 21:1, 21:7           | 6            | 1            | Mariya Ulitina    | 21:11, 21:19 | Line Kjærsfeldt                       | 9:21, 14:21         | –                                        | –                   | –                                    | –                  |        |
| Lena Grebak Maria Helsbøl    | Doppel     | Alessja Sajzawa Anastassija Tscharnjauskaja | 21:12, 21:14         | 6            | 1            | –                 | –            | Steffi Annys Flore Vandenhoucke       | 14:21, 21:12, 21:10 | Jekaterina Bolotowa Jewgenija Kossezkaja | 14:21, 21:14, 9:21  | –                                    | –                  |        |
| Lena Grebak Maria Helsbøl    | Doppel     | Carola Bott Jennifer Karnott                | 21:17, 21:9          | 6            | 1            | –                 | –            | Steffi Annys Flore Vandenhoucke       | 14:21, 21:12, 21:10 | Jekaterina Bolotowa Jewgenija Kossezkaja | 14:21, 21:14, 9:21  | –                                    | –                  |        |
| Lena Grebak Maria Helsbøl    | Doppel     | Kristin Kuuba Helina Rüütel                 | 21:19, 21:9          | 6            | 1            | –                 | –            | Steffi Annys Flore Vandenhoucke       | 14:21, 21:12, 21:10 | Jekaterina Bolotowa Jewgenija Kossezkaja | 14:21, 21:14, 9:21  | –                                    | –                  |        |
| Männer                       |            |                                             |                      |              |              |                   |              |                                       |                     |                                          |                     |                                      |                    |        |
| Emil Holst                   | Einzel     | Zvonimir Đurkinjak                          | 21:14, 18:21, 21:9   | 6            | 1            | Rosario Maddaloni | 21:16, 21:16 | Scott Evans                           | 21:14, 21:17        | Dieter Domke                             | 21:14, 21:15        | Pablo Abián                          | 12:21, 21:23       | Silber |
| Emil Holst                   | Einzel     | Ricardo Silva                               | 21:9, 21:9           | 6            | 1            | Rosario Maddaloni | 21:16, 21:16 | Scott Evans                           | 21:14, 21:17        | Dieter Domke                             | 21:14, 21:15        | Pablo Abián                          | 12:21, 21:23       | Silber |
| Emil Holst                   | Einzel     | Lucas Corvée                                | 21:14, 21:10         | 6            | 1            | Rosario Maddaloni | 21:16, 21:16 | Scott Evans                           | 21:14, 21:17        | Dieter Domke                             | 21:14, 21:15        | Pablo Abián                          | 12:21, 21:23       | Silber |
| Mathias Boe Carsten Mogensen | Doppel     | Joshua Magee Sam Magee                      | 21:17, 21:16         | 6            | 1            | –                 | –            | Gaëtan Mittelheisser Bastian Kersaudy | 21:16, 21:17        | Raphael Beck Andreas Heinz               | 21:18, 21:17        | Wladimir Iwanow Iwan Sosonow         | 21:8, 21:13        | Gold   |
| Mathias Boe Carsten Mogensen | Doppel     | Pavel Florián Ondřej Kopřiva                | 21:5, 21:8           | 6            | 1            | –                 | –            | Gaëtan Mittelheisser Bastian Kersaudy | 21:16, 21:17        | Raphael Beck Andreas Heinz               | 21:18, 21:17        | Wladimir Iwanow Iwan Sosonow         | 21:8, 21:13        | Gold   |
| Mathias Boe Carsten Mogensen | Doppel     | Angelo Silva Ricardo Silva                  | 21:10, 21:7          | 6            | 1            | –                 | –            | Gaëtan Mittelheisser Bastian Kersaudy | 21:16, 21:17        | Raphael Beck Andreas Heinz               | 21:18, 21:17        | Wladimir Iwanow Iwan Sosonow         | 21:8, 21:13        | Gold   |
| Mixed                        |            |                                             |                      |              |              |                   |              |                                       |                     |                                          |                     |                                      |                    |        |
| Sara Thygesen Niclas Nøhr    | Doppel     | Yuliya Kazarinova Gennadiy Natarov          | 21:16, 16:21, 21: 12 | 6            | 1            | –                 | –            | Alžběta Bášová Jakub Bitman           | 23:21, 21:12        | Kira Kattenbeck Raphael Beck             | 17:21, 21:10, 21:15 | Audrey Fontaine Gaëtan Mittelheisser | 21:16, 21:16       | Gold   |
| Sara Thygesen Niclas Nøhr    | Doppel     | Fatma Nur Yavuz Melih Turgut                | 21:6, 21:7           | 6            | 1            | –                 | –            | Alžběta Bášová Jakub Bitman           | 23:21, 21:12        | Kira Kattenbeck Raphael Beck             | 17:21, 21:10, 21:15 | Audrey Fontaine Gaëtan Mittelheisser | 21:16, 21:16       | Gold   |
| Sara Thygesen Niclas Nøhr    | Doppel     | Kaja Stankovič Primoz Flis                  | 21:8, 21:11          | 6            | 1            | –                 | –            | Alžběta Bášová Jakub Bitman           | 23:21, 21:12        | Kira Kattenbeck Raphael Beck             | 17:21, 21:10, 21:15 | Audrey Fontaine Gaëtan Mittelheisser | 21:16, 21:16       | Gold   |

## Beachvolleyball
| Athleten                          | Gruppenphase                                 | 1. Runde (32er) | 1. Runde (32er) | Achtelfinale                             | Achtelfinale | Viertelfinale | Viertelfinale | Halbfinale | Halbfinale | Finale/Spiel um Bronze | Finale/Spiel um Bronze | Rang |
| Athleten                          | Gruppenphase                                 | Gegner          | Ergebnis        | Gegner                                   | Ergebnis     | Gegner        | Ergebnis      | Gegner     | Ergebnis   | Gegner                 | Ergebnis               | Rang |
| --------------------------------- | -------------------------------------------- | --------------- | --------------- | ---------------------------------------- | ------------ | ------------- | ------------- | ---------- | ---------- | ---------------------- | ---------------------- | ---- |
| Frauen                            |                                              |                 |                 |                                          |              |               |               |            |            |                        |                        |      |
| Eva Bang Cecilie Olsen            | Aserbaidschan 0:2 Litauen 0:2 Österreich 0:2 | –               | –               | –                                        | –            | –             | –             | –          | –          | –                      | –                      |      |
| Helle Søndergaard Line Trans      | Schweiz 0:2 Russland 0:2 Niederlande 0:2     | –               | –               | –                                        | –            | –             | –             | –          | –          | –                      | –                      |      |
| Männer                            |                                              |                 |                 |                                          |              |               |               |            |            |                        |                        |      |
| Kristoffer Abell Peter Kildegaard | Frankreich 2:1 Russland 0:2 Türkei 2:0       | –               | –               | Aljaksandr Dsjadkou Aljaksandr Kawalenka | 0:2          | –             | –             | –          | –          | –                      | –                      |      |

## Bogenschießen
| Athleten               | Wettbewerb | Platzierungsrunde | Platzierungsrunde | 1. Runde (64er)    | 1. Runde (64er) | 2. Runde (32er)  | 2. Runde (32er) | Achtelfinale    | Achtelfinale | Viertelfinale        | Viertelfinale | Halbfinale   | Halbfinale | Finale        | Finale   | Rang   |
| Athleten               | Wettbewerb | Ringe             | Rang              | Gegner             | Ergebnis        | Gegner           | Ergebnis        | Gegner          | Ergebnis     | Gegner               | Ergebnis      | Gegner       | Ergebnis   | Gegner        | Ergebnis | Rang   |
| ---------------------- | ---------- | ----------------- | ----------------- | ------------------ | --------------- | ---------------- | --------------- | --------------- | ------------ | -------------------- | ------------- | ------------ | ---------- | ------------- | -------- | ------ |
| Frauen                 |            |                   |                   |                    |                 |                  |                 |                 |              |                      |               |              |            |               |          |        |
| Natasja Bech           | Einzel     | 623               | 37                | Evangelia Psarra   | 2 : 6           | –                | –               | –               | –            | –                    | –             | –            | –          | –             | –        |        |
| Maja Jager             | Einzel     | 657               | 2                 | Freilos            | –               | Olqa Senyuk      | 7 : 3           | Bérengère Schuh | 6 : 4        | Lidija Sitschenikowa | 7 : 1         | Alicia Marin | 7 : 1      | Karina Winter | 6 : 2    | Silber |
| Carina Christiansen    | Einzel     | 627               | 35                | Iulia Lobschanidse | 5 : 6           | –                | –               | –               | –            | –                    | –             | –            | –          | –             | –        |        |
| Mannschaft             | Mannschaft | 1907              | 6                 | –                  | –               | –                | –               | Polen           | 5 : 4        | Italien              | 4 : 5         | –            | –          | –             | –        |        |
| Männer                 |            |                   |                   |                    |                 |                  |                 |                 |              |                      |               |              |            |               |          |        |
| Johan Weiss            | Einzel     | 651               | 34                | Daniel Ciornei     | 6 : 0           | Rick van der Ven | 3 : 7           | –               | –            | –                    | –             | –            | –          | –             | –        |        |
| Mixed                  |            |                   |                   |                    |                 |                  |                 |                 |              |                      |               |              |            |               |          |        |
| Maja Jager Johan Weiss | Team       | 1308              | 9                 | –                  | –               | –                | –               | Niederlande     | 0 : 6        | –                    | –             | –            | –          | –             | –        |        |

## Boxen
| Athleten                   | Wettbewerb                    | 1. Runde (32er) | 1. Runde (32er) | Achtelfinale   | Achtelfinale | Viertelfinale     | Viertelfinale | Halbfinale | Halbfinale | Finale | Finale   | Rang |
| Athleten                   | Wettbewerb                    | Gegner          | Ergebnis        | Gegner         | Ergebnis     | Gegner            | Ergebnis      | Gegner     | Ergebnis   | Gegner | Ergebnis | Rang |
| -------------------------- | ----------------------------- | --------------- | --------------- | -------------- | ------------ | ----------------- | ------------- | ---------- | ---------- | ------ | -------- | ---- |
| Frauen                     |                               |                 |                 |                |              |                   |               |            |            |        |          |      |
| Camilla Jensen             | Leichtweltergewicht bis 64 kg | –               | –               | –              | –            | Valentina Alberti | 0:3           | –          | –          | –      | –        |      |
| Männer                     |                               |                 |                 |                |              |                   |               |            |            |        |          |      |
| Frederik Jensen            | Bantamgewicht bis 56 kg       | –               | –               | Matti Koota    | 2:1          | Tayfur Əliyev     | 0:3           | –          | –          | –      | –        |      |
| Mike Steffensen            | Mittelgewicht bis 75 kg       | Maxim Koptjakow | 0:3             | –              | –            | –                 | –             | –          | –          | –      | –        |      |
| Jim Hassenteufel Andreasen | Schwergewicht bis 91 kg       | –               | –               | Albon Pervizaj | 0:3          | –                 | –             | –          | –          | –      | –        |      |

## Fechten
| Athleten               | Wettbewerb     | Gruppenphase | Gruppenphase | 1. Runde (32er) | 1. Runde (32er) | Achtelfinale         | Achtelfinale | Viertelfinale    | Viertelfinale | Halbfinale / Klassifikation | Halbfinale / Klassifikation | Finale / Platzierung | Finale / Platzierung | Rang |
| Athleten               | Wettbewerb     | Bilanz       | Platzierung  | Gegner          | Ergebnis        | Gegner               | Ergebnis     | Gegner           | Ergebnis      | Gegner                      | Ergebnis                    | Gegner               | Ergebnis             | Rang |
| ---------------------- | -------------- | ------------ | ------------ | --------------- | --------------- | -------------------- | ------------ | ---------------- | ------------- | --------------------------- | --------------------------- | -------------------- | -------------------- | ---- |
| Männer                 |                |              |              |                 |                 |                      |              |                  |               |                             |                             |                      |                      |      |
| Frederik von der Osten | Degen Einzel   | 3:3 Siege    | 3            | Matyas File     | 15:14           | Radosław Zawrotniak  | 15:9         | Bartosz Piasecki | 14:15         | –                           | –                           | –                    | –                    |      |
| Alexander Tsoronis     | Florett Einzel | 2:3 Siege    | 5            | Tomer Or        | 15:12           | Francesco Ingargiola | 7:15         | –                | –             | –                           | –                           | –                    | –                    |      |

## Judo
| Athleten            | Wettbewerb        | 1. Runde | 1. Runde | 2. Runde             | 2. Runde  | Achtelfinale        | Achtelfinale | Viertelfinale | Viertelfinale | Hoffnungsrunde Halbfinale | Hoffnungsrunde Halbfinale | Halbfinale | Halbfinale | Hoffnungsrunde Finale | Hoffnungsrunde Finale | Finale / Kampf um Bronze | Finale / Kampf um Bronze | Rang |
| Athleten            | Wettbewerb        | Gegner   | Ergebnis | Gegner               | Ergebnis  | Gegner              | Ergebnis     | Gegner        | Ergebnis      | Gegner                    | Ergebnis                  | Gegner     | Ergebnis   | Gegner                | Ergebnis              | Gegner                   | Ergebnis                 | Rang |
| ------------------- | ----------------- | -------- | -------- | -------------------- | --------- | ------------------- | ------------ | ------------- | ------------- | ------------------------- | ------------------------- | ---------- | ---------- | --------------------- | --------------------- | ------------------------ | ------------------------ | ---- |
| Männer              |                   |          |          |                      |           |                     |              |               |               |                           |                           |            |            |                       |                       |                          |                          |      |
| Frederik Joergensen | Klasse bis 100 kg | –        | –        | Christoph Kronberger | 1012-0002 | Jevgeņijs Borodavko | 1002-0002    | Jorge Fonseca | 0002-1000     | Dimitri Peters            | 000-100                   | –          | –          | –                     | –                     | –                        | –                        |      |

## Kanu
| Athleten            | Wettbewerb | Vorlauf    | Vorlauf | Halbfinale | Halbfinale | Finale               | Finale               | Rang   |
| Athleten            | Wettbewerb | Zeit (min) | Rang    | Zeit (min) | Rang       | Zeit (min)           | Rang                 | Rang   |
| ------------------- | ---------- | ---------- | ------- | ---------- | ---------- | -------------------- | -------------------- | ------ |
| Männer              |            |            |         |            |            |                      |                      |        |
| René Holten Poulsen | K1 1000 m  | 3:35,606   | 1       | 3:23,778   | 3          | 3:28,863             | 3                    | Bronze |
| René Holten Poulsen | K1 5000 m  |            |         |            |            | Rennen nicht beendet | Rennen nicht beendet |        |

## Karate
| Athleten          | Wettbewerb | Gruppenphase                                     | Gruppenphase | Halbfinale | Halbfinale | Finale/Kampf um Bronze | Finale/Kampf um Bronze | Rang |
| Athleten          | Wettbewerb | Gegner                                           | Ergebnis     | Gegner     | Ergebnis   | Gegner                 | Ergebnis               | Rang |
| ----------------- | ---------- | ------------------------------------------------ | ------------ | ---------- | ---------- | ---------------------- | ---------------------- | ---- |
| Männer            |            |                                                  |              |            |            |                        |                        |      |
| Christopher Rohde | Kata       | Damian Hugo Quintero Mattia Busato Pasi Hirvonen | 0:5 5:0      | –          | –          | –                      | –                      |      |

## Radsport

### BMX
| Athleten            | Wettbewerb | Qualifikation | Qualifikation | Viertelfinale | Viertelfinale | Halbfinale | Halbfinale | Finale   | Finale | Rang |
| Athleten            | Wettbewerb | Zeit          | Rang          | Punkte        | Rang          | Punkte     | Rang       | Zeit     | Rang   | Rang |
| ------------------- | ---------- | ------------- | ------------- | ------------- | ------------- | ---------- | ---------- | -------- | ------ | ---- |
| Frauen              |            |               |               |               |               |            |            |          |        |      |
| Simone Christensen  | Race       | 37,634 s      | 3             | 7             | 2             | –          | –          | 37,074 s | 1      | Gold |
| Männer              |            |               |               |               |               |            |            |          |        |      |
| Klaus Bogh Andresen | Race       | 34,848 s      | 19            | 17            | 6             | –          | –          | –        | –      |      |
| Niklas Laustsen     | Race       | 33,812 s      | 8             | 6             | 2             | 5          | 5          | –        | –      |      |

### Mountainbike
| Athleten               | Wettbewerb    | Zeit (h)   | Rang       |
| ---------------------- | ------------- | ---------- | ---------- |
| Männer                 |               |            |            |
| Anders Bregnhoj Jensen | Cross-Country | überrundet | überrundet |

### Straße
| Athleten                  | Wettbewerb      | Zeit                 | Rang                 |
| ------------------------- | --------------- | -------------------- | -------------------- |
| Frauen                    |                 |                      |                      |
| Camilla Møllebro Pedersen | Straßenrennen   | 3:25:57              | 34                   |
| Camilla Møllebro Pedersen | Einzelzeitfahrt | 34:50,63             | 10                   |
| Christina Siggaard        | Straßenrennen   | Rennen nicht beendet | Rennen nicht beendet |
| Männer                    |                 |                      |                      |
| Rasmus Quaade             | Einzelzeitfahrt | 1:01:48,68           | 5                    |

## Ringen
| Athleten                         | Wettbewerb       | 1. Runde          | 1. Runde | Achtelfinale     | Achtelfinale | Viertelfinale  | Viertelfinale | Halbfinale | Halbfinale | Hoffnungsrunde Viertelfinale | Hoffnungsrunde Viertelfinale | Hoffnungsrunde Halbfinale | Hoffnungsrunde Halbfinale | Hoffnungsrunde Finale | Hoffnungsrunde Finale | Finale | Finale   | Rang |
| Athleten                         | Wettbewerb       | Gegner            | Ergebnis | Gegner           | Ergebnis     | Gegner         | Ergebnis      | Gegner     | Ergebnis   | Gegner                       | Ergebnis                     | Gegner                    | Ergebnis                  | Gegner                | Ergebnis              | Gegner | Ergebnis | Rang |
| -------------------------------- | ---------------- | ----------------- | -------- | ---------------- | ------------ | -------------- | ------------- | ---------- | ---------- | ---------------------------- | ---------------------------- | ------------------------- | ------------------------- | --------------------- | --------------------- | ------ | -------- | ---- |
| griechisch-römischer Stil Männer |                  |                   |          |                  |              |                |               |            |            |                              |                              |                           |                           |                       |                       |        |          |      |
| Tobias Fonnesbek                 | Klasse bis 59 kg | –                 | –        | Stepan Marjanjan | 0:4          | –              | –             | –          | –          | –                            | –                            | Roman Amojan              | 0:3                       | –                     | –                     | –      | –        |      |
| Fredrik Bjerrehuus               | Klasse bis 66 kg | Artjom Surkow     | 0:4      | –                | –            | –              | –             | –          | –          | Frunze Harutyunyan           | 4:0                          | Istvan Levai              | 1:3                       | –                     | –                     | –      | –        |      |
| Mark Madsen                      | Klasse bis 75 kg | Karapet Tschaljan | 4:0      | Dietsche Damian  | 4:0          | Dmytro Pyshkov | 1:3           | –          | –          | –                            | –                            | –                         | –                         | –                     | –                     | –      | –        |      |

## Schießen
| Athleten                    | Klasse | Wettbewerb                           | Qualifikation   | Qualifikation | Finale          | Finale | Rang   |
| Athleten                    | Klasse | Wettbewerb                           | Ringe/ Scheiben | Rang          | Ringe/ Scheiben | Rang   | Rang   |
| --------------------------- | ------ | ------------------------------------ | --------------- | ------------- | --------------- | ------ | ------ |
| Frauen                      |        |                                      |                 |               |                 |        |        |
| Rikke Mæng                  | Gewehr | Luftgewehr 10 m                      | 413,7           | 12            | –               | –      |        |
| Rikke Mæng                  | Gewehr | Kleinkaliber Dreistellungskampf 50 m | 563             | 33            | –               | –      |        |
| Stine Nielsen               | Gewehr | Luftgewehr 10 m                      | 414,9           | 10            | –               | –      |        |
| Stine Nielsen               | Gewehr | Kleinkaliber Dreistellungskampf 50 m | 570             | 28            | –               | –      |        |
| Männer                      |        |                                      |                 |               |                 |        |        |
| Jesper Hansen               | Flinte | Skeet                                | 123             | 5             | 13              | 4      | 4      |
| Kenneth Nielsen             | Gewehr | Kleinkaliber liegend 50 m            | 605,3           | 36            | –               | –      |        |
| Steffen Olsen               | Gewehr | Luftgewehr 10 m                      | 617,7           | 31            | –               | –      |        |
| Steffen Olsen               | Gewehr | Kleinkaliber Dreistellungskampf 50 m | 1147            | 15            | –               | –      |        |
| Steffen Olsen               | Gewehr | Kleinkaliber liegend 50 m            | 607,4           | 33            | –               | –      |        |
| Mixed                       |        |                                      |                 |               |                 |        |        |
| Stine Nielsen Steffen Olsen | Gewehr | Luftgewehr 10 m                      | 520,0           | 3             | 4               | 2      | Silber |

## Taekwondo
| Athleten      | Wettbewerb       | Achtelfinale  | Achtelfinale | Viertelfinale | Viertelfinale | Hoffnungsrunde Halbfinale | Hoffnungsrunde Halbfinale | Halbfinale | Halbfinale | Hoffnungsrunde Finale / Bronzekampf | Hoffnungsrunde Finale / Bronzekampf | Finale | Finale   | Rang |
| Athleten      | Wettbewerb       | Gegner        | Ergebnis     | Gegner        | Ergebnis      | Gegner                    | Ergebnis                  | Gegner     | Ergebnis   | Gegner                              | Ergebnis                            | Gegner | Ergebnis | Rang |
| ------------- | ---------------- | ------------- | ------------ | ------------- | ------------- | ------------------------- | ------------------------- | ---------- | ---------- | ----------------------------------- | ----------------------------------- | ------ | -------- | ---- |
| Frauen        |                  |               |              |               |               |                           |                           |            |            |                                     |                                     |        |          |      |
| Sarah Malykke | Klasse bis 49 kg | Yasmina Aziez | 4:5          | –             | –             | –                         | –                         | –          | –          | –                                   | –                                   | –      | –        |      |

## Tischtennis
| Athleten       | Wettbewerb | 1. Runde   | 1. Runde | 2. Runde | 2. Runde | Achtelfinale | Achtelfinale | Viertelfinale | Viertelfinale | Halbfinale | Halbfinale | Finale/Spiel um Platz 3 | Finale/Spiel um Platz 3 | Rang |
| Athleten       | Wettbewerb | Gegner     | Ergebnis | Gegner   | Ergebnis | Gegner       | Ergebnis     | Gegner        | Ergebnis      | Gegner     | Ergebnis   | Gegner                  | Ergebnis                | Rang |
| -------------- | ---------- | ---------- | -------- | -------- | -------- | ------------ | ------------ | ------------- | ------------- | ---------- | ---------- | ----------------------- | ----------------------- | ---- |
| Männer         |            |            |          |          |          |              |              |               |               |            |            |                         |                         |      |
| Jonathan Groth | Einzel     | Marc Duran | 2:4      | –        | –        | –            | –            | –             | –             | –          | –          | –                       | –                       |      |

## Triathlon
| Athleten               | Wettbewerb | Zeit (h) | Rang |
| ---------------------- | ---------- | -------- | ---- |
| Männer                 |            |          |      |
| Casper Stenderup Korch | Einzel     | 1:53:47  | 31   |

## Turnen

### Geräteturnen
| Athletinnen        | Wettbewerb           | Sprung | Sprung | Stufenbarren | Stufenbarren | Boden  | Boden | Schwebebalken | Schwebebalken | Gesamt | Gesamt |
| Athletinnen        | Wettbewerb           | Punkte | Rang   | Punkte       | Rang         | Punkte | Rang  | Punkte        | Rang          | Punkte | Rang   |
| ------------------ | -------------------- | ------ | ------ | ------------ | ------------ | ------ | ----- | ------------- | ------------- | ------ | ------ |
| Frauen             |                      |        |        |              |              |        |       |               |               |        |        |
| Mette Hulgaard     | Qualifikation        | –      | –      | 10,533       | 57           | 11,866 | 52    | 11,400        | 56            | 46,965 | 52     |
| Michelle Lauritsen | Qualifikation        | –      | –      | 12,033       | 33           | –      | –     | –             | –             | –      | –      |
| Linnea Højer Wang  | Qualifikation        | –      | –      | 11,033       | 50           | 11,366 | 67    | 9,600         | 77            | 44,865 | 69     |
| Mannschaft         | Mehrkampf Mannschaft | 26,032 | 23     | 23,066       | 14           | 23,232 | 23    | 21,000        | 24            | 93,330 | 22     |

| Athleten     | Wettbewerb    | Boden  | Boden | Pauschenpferd | Pauschenpferd | Ringe  | Ringe | Sprung | Sprung | Barren | Barren | Reck   | Reck | Gesamt | Gesamt |
| Athleten     | Wettbewerb    | Punkte | Rang  | Punkte        | Rang          | Punkte | Rang  | Punkte | Rang   | Punkte | Rang   | Punkte | Rang | Punkte | Rang   |
| ------------ | ------------- | ------ | ----- | ------------- | ------------- | ------ | ----- | ------ | ------ | ------ | ------ | ------ | ---- | ------ | ------ |
| Männer       |               |        |       |               |               |        |       |        |        |        |        |        |      |        |        |
| Helge Vammen | Qualifikation | 12,333 | 73    | 13,366        | 29            | 12,266 | 62    | –      | –      | 13,800 | 34     | 12,233 | 72   | 77,831 | 49     |

## Wassersport

### Schwimmen
Hier fanden Jugendwettbewerbe statt. Bei den Frauen ist das die U17 (Jahrgang 1999) und bei den Männern die U19 (Jahrgang 1997).
| Athleten                                                               | Wettbewerb          | Vorlauf         | Vorlauf         | Halbfinale  | Halbfinale | Finale       | Finale | Rang   |
| Athleten                                                               | Wettbewerb          | Zeit            | Rang            | Zeit        | Rang       | Zeit         | Rang   | Rang   |
| ---------------------------------------------------------------------- | ------------------- | --------------- | --------------- | ----------- | ---------- | ------------ | ------ | ------ |
| Frauen                                                                 |                     |                 |                 |             |            |              |        |        |
| Helena Bach                                                            | 400 m Freistil      | 4:35,32 min     | 40              | -           | -          | -            | -      |        |
| Helena Bach                                                            | 100 m Schmetterling | 1:05,03 min     | 33              | -           | -          | -            | -      |        |
| Helena Bach                                                            | 200 m Schmetterling | 2:19,66 min     | 16              | 2:20,53 min | 15         | -            | -      |        |
| Helena Bach                                                            | 200 m Lagen         | 2:25,31 min     | 27              | -           | -          | -            | -      |        |
| Victoria Bierre                                                        | 50 m Rücken         | 30,17 s         | 15              | 30,16 s     | 16         | -            | -      |        |
| Victoria Bierre                                                        | 100 m Rücken        | 1:04,85 min     | 16              | 1:04,65 min | 14         | -            | -      |        |
| Victoria Bierre                                                        | 200 m Rücken        | 2:24,05 min     | 23              | -           | -          | -            | -      |        |
| Signe Bro                                                              | 100 m Freistil      | 59,20 s         | 44              | -           | -          | -            | -      |        |
| Signe Bro                                                              | 200 m Freistil      | 2:05,42 min     | 20              | 2:04,00 min | 12         | -            | -      |        |
| Signe Bro                                                              | 400 m Freistil      | 4:30,47 min     | 32              | -           | -          | -            | -      |        |
| Emily Gantriis                                                         | 50 m Freistil       | 26,90 s         | 23              | -           | -          | -            | -      |        |
| Emily Gantriis                                                         | 100 m Freistil      | 58,03 s         | 23              | -           | -          | -            | -      |        |
| Emily Gantriis                                                         | 200 m Freistil      | 2:07,73 min     | 32              | -           | -          | -            | -      |        |
| Josephine Holm                                                         | 50 m Freistil       | 27,94 s         | 50              | -           | -          | -            | -      |        |
| Josephine Holm                                                         | 100 m Freistil      | 58,93 s         | 37              | -           | -          | -            | -      |        |
| Josephine Holm                                                         | 200 m Freistil      | 2:05,95 min     | 25              | -           | -          | -            | -      |        |
| Josephine Holm                                                         | 400 m Freistil      | 4:23,79 min     | 17              | -           | -          | -            | -      |        |
| Julie Jensen                                                           | 50 m Freistil       | 25,55 s         | 1               | 25,58 s     | 3          | 25,41 s      | 3      | Bronze |
| Julie Jensen                                                           | 100 m Freistil      | 56,51 s         | 5               | 56,90 s     | 9          | -            | -      |        |
| Julie Jensen                                                           | 50 m Rücken         | 29,04 s         | 4               | 29,29 s     | 6          | 29,12 s      | 5      | 5      |
| Julie Jensen                                                           | 50 m Schmetterling  | 27,77 s         | 5               | 27,42 s     | 2          | 27,19 s      | 3      | Bronze |
| Merete Jensen                                                          | 50 m Schmetterling  | 28,28 s         | 20              | -           | -          | -            | -      |        |
| Merete Jensen                                                          | 100 m Schmetterling | 1:02,30 min     | 12              | 1:04,16 min | 16         | -            | -      |        |
| Trine Kjøngerskov                                                      | 50 m Schmetterling  | 28,63 s         | 29              | -           | -          | -            | -      |        |
| Trine Kjøngerskov                                                      | 100 m Schmetterling | 1:02,43 min     | 14              | 1:03,08 min | 15         | -            | -      |        |
| Trine Kjøngerskov                                                      | 200 m Schmetterling | 2:19,11 min     | 15              | 2:21,09     | 16         | -            | -      |        |
| Eva Olsen                                                              | 50 m Schmetterling  | 29,08 s         | 36              | -           | -          | -            | -      |        |
| Eva Olsen                                                              | 100 m Schmetterling | 1:04,22 min     | 30              | -           | -          | -            | -      |        |
| Eva Olsen                                                              | 200 m Schmetterling | 2:24,82 min     | 24              | -           | -          | -            | -      |        |
| Eva Olsen                                                              | 200 m Lagen         | disqualifiziert | disqualifiziert | -           | -          | -            | -      |        |
| Josefine Pedersen                                                      | 50 m Brust          | 32,46 s         | 5               | 32,44 s     | 9          | -            | -      |        |
| Josefine Pedersen                                                      | 100 m Brust         | 1:11,50 min     | 8               | 1:11,72 min | 8          | -            | -      |        |
| Josefine Pedersen                                                      | 200 m Brust         | 2:36,54 min     | 15              | 2:36,92 min | 15         | -            | -      |        |
| Signe Bro Emily Gantriis Josephine Holm Julie Jensen Trine Kjøngerskov | 4×100 m Freistil    | 3:54,18 min     | 7               | -           | -          | 3:50,07 min  | 5      | 5      |
| Signe Bro Emily Gantriis Josephine Holm Trine Kjøngerskov              | 4×200 m Freistil    | 8:28,07 min     | 7               | -           | -          | 8:25,88 min  | 7      | 7      |
| Victoria Bierre Julie Jensen Merete Jensen Josefine Pedersen           | 4×100 m Lagen       | disqualifiziert | disqualifiziert | -           | -          | -            | -      |        |
| Männer                                                                 |                     |                 |                 |             |            |              |        |        |
| Tobias Bjerg                                                           | 50 m Freistil       | 23,73 s         | 28              | -           | -          | -            | -      |        |
| Tobias Bjerg                                                           | 50 m Brust          | 28,30 s         | 5               | 28,20 s     | 2          | 28,04 s      | 3      | Bronze |
| Tobias Bjerg                                                           | 100 m Brust         | 1:02,27 min     | 4               | 1:02,39 min | 6          | 1:02,21 min  | 4      | 4      |
| Tobias Bjerg                                                           | 200 m Brust         | 2:20,12 min     | 22              | -           | -          | -            | -      |        |
| Philip Greve                                                           | 50 m Freistil       | 23,82 s         | 32              | -           | -          | -            | -      |        |
| Philip Greve                                                           | 100 m Freistil      | 51,94 s         | 38              | -           | -          | -            | -      |        |
| Philip Greve                                                           | 50 m Brust          | 28,00 s         | 1               | 28,26 s     | 5          | 28,27 s      | 5      | 5      |
| Philip Greve                                                           | 100 m Brust         | 1:03,57 min     | 14              | 1:03,34 min | 11         | -            | -      |        |
| Frederik Jessen                                                        | 400 m Freistil      | 4:07,60 min     | 44              | -           | -          | -            | -      |        |
| Frederik Jessen                                                        | 800 m Freistil      | -               | -               | -           | -          | 8:25,33 min  | 22     | 22     |
| Frederik Jessen                                                        | 1500 m Freistil     | -               | -               | -           | -          | 15:58,35 min | 17     | 17     |

### Wasserspringen
Hier fanden die Junioreneuropameisterschaften der U19 (Jahrgang 1997) statt.
| Athleten                          | Wettbewerb           | Vorkampf | Vorkampf | Finale | Finale | Rang |
| Athleten                          | Wettbewerb           | Punkte   | Rang     | Punkte | Rang   | Rang |
| --------------------------------- | -------------------- | -------- | -------- | ------ | ------ | ---- |
| Männer                            |                      |          |          |        |        |      |
| Martin Christensen                | Kunstspringen 3 m    | 464,90   | 13       | –      | –      |      |
| Martin Christensen                | Turmspringen 10 m    | 387,10   | 14       | –      | –      |      |
| Andreas Larsen                    | Kunstspringen 1 m    | 456,40   | 7        | 468,45 | 5      | 5    |
| Andreas Larsen                    | Kunstspringen 3 m    | 479,95   | 6        | 477,85 | 7      | 7    |
| Martin Christensen Andreas Larsen | Synchronspringen 3 m | –        | –        | 245,10 | 9      | 9    |